# Damasithymos
Damasithymos (altgriechisch Δαμασίθυμος Damasíthymos), Sohn des Kandaules, war ein König des im Grenzgebiet zwischen Lykien und Karien gelegenen Kalynda. 
Damasithymos nahm auf Seiten der Perser am Kriegszug des Xerxes gegen die Griechen teil und befehligte als Taxiarchos neben Histiaios, Sohn des Tymnes, einen Teil des karischen Flottenaufgebots. In der Seeschlacht von Salamis 480 v. Chr. wurde er Opfer einer Kriegslist der Herrscherin von Halikarnassos, Artemisia I. Als deren Schiff von einem athenischen angegriffen und eingeholt wurde, rammte sie vorsätzlich das von Damasithymos befehligte und mit ihr verbündete Schiff, das daraufhin sank. Laut Herodot entschied daher der Befehlshaber des attischen Schiffes, dass es sich bei der Besatzung auf dem Schiff der Artemisia entweder um Griechen oder persische Deserteure handeln müsse und ließ von weiteren Aktionen ab. Damasithymos fand bei diesem Manöver den Tod, ob aus Zufall oder weil Artemisia mit ihm im Streit lag, lässt Herodot offen. Xerxes, der dem Geschehen als Beobachter beiwohnte und von seiner Umgebung auf die Aktion der Artemisia besonders hingewiesen wurde, sagte anerkennend, seine Männer seien zu Frauen geworden, seine Frauen aber zu Männern.
Bei Polyainos, der das Vorgehen der Artemisia ähnlich schildert, aber anders motiviert und enden lässt, befahl die Dynastin unter dem Verfolgungsdruck der Griechen, die persischen Schiffszeichen einzuholen und ein gerade im Weg befindliches persisches Schiff anzugreifen. Auf ihm befand sich Damasithymos, der mit seiner kalyndeischen Besatzung ertrank.